# Cantón de Oradour-sur-Vayres
El cantón de Oradour-sur-Vayres era una división administrativa francesa, que estaba situada en el departamento de Alto Vienne y la región de Limusín.

## Composición
El cantón estaba formado por cinco comunas:
- Champagnac-la-Rivière
- Champsac
- Cussac
- Oradour-sur-Vayres
- Saint-Bazile

## Supresión del cantón de Oradour-sur-Vayres
En aplicación del Decreto n.º 2014-194 de 20 de febrero de 2014, el cantón de Oradour-sur-Vayres fue suprimido el 22 de marzo de 2015 y sus 5 comunas pasaron a formar parte del nuevo cantón de Rochechouart.